# Fascio (teoria delle categorie)
In matematica, un fascio è uno strumento per tracciare sistematicamente dati (come insiemi, gruppi abeliani, anelli) assegnati ad insiemi aperti di uno spazio topologico e definiti localmente rispetto ad essi. Ad esempio, per ogni insieme aperto, i dati potrebbero essere l'anello delle funzioni continue definite su quell'insieme aperto. Tali dati sono ben costruiti in quanto possono essere limitati a insiemi aperti più piccoli e i dati assegnati a un insieme aperto sono equivalenti a tutte le raccolte di dati compatibili assegnati a raccolte di insiemi aperti più piccoli che ricoprono l'insieme aperto originale (intuitivamente, ogni pezzo dei dati è completamente ottenibile delle sue parti). I fasci sono intesi a livello concettuale come oggetti generali e astratti. La loro definizione precisa è particolarmente tecnica. Sono denominati, ad esempio, fasci di insiemi o fasci di anelli a seconda del tipo di dati assegnati agli insiemi aperti.
Per la loro natura generale e versatilità, i fasci hanno diverse applicazioni in topologia e soprattutto in geometria algebrica e differenziale. Un fascio è uno degli strumenti fondamentali per lo studio delle proprietà geometriche degli oggetti. Un fascio permette di esprimere le relazioni tra piccole regioni di uno spazio topologico e lo spazio totale. Per costruire un fascio si parte, in genere, da uno spazio topologico X, e si assegna ad ogni sottoinsieme aperto U di X un dato F(U), quale un insieme, un gruppo, o un anello. In genere, se si vogliono studiare proprietà geometriche dello spazio topologico X, il dato F(U) assegnato all'aperto U è costituito da una famiglia di oggetti geometrici definiti su U, come funzioni, campi vettoriali, o forme differenziali.

## La definizione formale
Il primo passo per poter definire un fascio è definire il concetto di prefascio, con il quale si formalizza l'idea di associare determinati dati ad ogni aperto. In seguito, si enunciano i due assiomi di fascio: la normalizzazione e l'incollamento.

### Definizione di prefascio
Sia X uno spazio topologico, e sia C una categoria. In genere, C può essere la categoria degli insiemi, dei gruppi, dei gruppi abeliani, o quella degli anelli commutativi. Un prefascio F su X a valori in C è allora definito dai dati seguenti:
- Per ogni sottoinsieme aperto U di X, un oggetto F(U) in C
- Per ogni scelta di aperti V e U di X, con {\displaystyle V\subseteq U}, un morfismo resV,U: F(U) → F(V) nella categoria C.

I morfismi resV,U sono detti morfismi di restrizione, e devono soddisfare le due proprietà seguenti:
- Per ogni sottoinsieme aperto U di X, si ha che resU,U = idF(U), dove idF(U) è l'identità di F(U) in C
- Per ogni scelta di sottoinsiemi aperti {\displaystyle W\subseteq V\subseteq U} in X, si ha allora resW,V o resV,U = resW,U.

Il secondo assioma afferma che il risultato della restrizione prima da U a V ed in seguito da V a W è uguale al risultato della restrizione direttamente da U a W.
Esiste un modo più compatto per esprimere la nozione di prefascio su uno spazio topologico, utilizzando la teoria delle categorie. Infatti, se X è uno spazio topologico, allora possiamo definire la categoria degli aperti di X, che indicheremo con Op(X) in questo modo:
- Gli oggetti di Op(X) sono tutti i sottoinsiemi aperti di X
- Per ogni V, U aperti di X, definiamo l'insieme dei morfismi da V a U come l'insieme costituito dall'inclusione iV,U se V è contenuto in U, come l'insieme vuoto altrimenti.

Allora, un prefascio F su X a valori in una categoria C è semplicemente un funtore controvariante da Op(X) a C. Ovviamente, questa definizione si può generalizzare al caso in cui la categoria di partenza sia una qualsiasi categoria: ogni funtore controvariante tra le categorie è un prefascio.
Se F è un prefascio su X a valori in C, ed U è un aperto in X, allora F(U) è detto sezione di F su U. Se C è una categoria concreta, allora ogni elemento di F(U) è chiamato sezione. In particolare, un elemento di F(X) è detto sezione globale. Talvolta, specialmente nel contesto della coomologia di fasci, l'oggetto F(U) è denotato anche come Γ(U,F).

### Definizione di fascio
Un fascio F su X a valori in C è un prefascio che verifica i due assiomi di normalizzazione e di incollamento.
- Assioma di normalizzazione: F(∅) è l'oggetto terminale della categoria C (ovviamente, perché questo assioma abbia senso, C deve possedere oggetto terminale).

L'assioma di incollamento è più importante. Per semplicità, supponiamo che C sia una categoria concreta. Sia I un insieme di indici, per ogni {\displaystyle i\in I} si scelga un aperto {\displaystyle U_{i}}, e sia {\displaystyle U=\cup _{i\in I}U_{i}} la loro unione.
- Assioma di incollamento S1: Siano {\displaystyle s,t\in F(U)} due sezioni tali che per ogni {\displaystyle i\in I} si abbia

{\displaystyle \mathrm {res} _{U_{i},U}(s)=\mathrm {res} _{U_{i},U}(t).}
Allora {\displaystyle s=t}.
- Assioma di incollamento S2: Per ogni {\displaystyle i}, si scelgano elementi {\displaystyle s_{i}\in F(U_{i})} tali che per ogni {\displaystyle j\in I}

{\displaystyle \mathrm {res} _{U_{i}\cap U_{j},U_{i}}(s_{i})=\mathrm {res} _{U_{i}\cap U_{j},U_{j}}(s_{j}).}
Allora esiste {\displaystyle s\in F(U)} tale che
{\displaystyle \mathrm {res} _{U_{i},U}(s)=s_{i}.}
Un prefascio che verifica solo l'assioma di incollamento S1 è detto prefascio separato (o anche monoprefascio). I due assiomi possono essere uniti in un unico assioma di incollamento, richiedendo in S2 non solo l'esistenza, ma anche l'unicità della sezione s su U. Sono proprio i due assiomi di incollamento che ci permettono di passare da una collezione locale di dati, cioè dati definiti solo su aperti, ad un dato globale, definito cioè su tutto lo spazio topologico.

## Esempi

### Fasci di funzioni
Il primo, fondamentale esempio di fascio è quello delle funzioni continue a valori reali su uno spazio topologico X. La categoria di arrivo è, per il momento, quella degli insiemi.
Iniziamo con il definire un prefascio, associando all'insieme vuoto il singoletto (dall'insieme vuoto a un qualsiasi insieme c'è solo la funzione vuota), e ad ogni aperto non vuoto U di X, l'insieme F(U) delle funzioni continue f:U → R. Dati ora due aperti {\displaystyle V\subseteq U}, possiamo definire il morfismo di restrizione
{\displaystyle \mathrm {res} _{V,U}(f)=f_{|V}\in F(V),}
per ogni funzione {\displaystyle f\in F(U)}, dove {\displaystyle f_{|V}} è la restrizione della funzione f al sottoinsieme aperto V di U. Dato che f è una funzione continua su U a valori reali, anche {\displaystyle f_{V}} sarà continua (su V) a valori reali, cioè un elemento di F(V).
L'assioma di normalizzazione è soddisfatto per costruzione. Dobbiamo quindi verificare l'assioma di incollamento. Siano quindi {\displaystyle I} un insieme di indici, {\displaystyle \{U_{i}\}_{i\in I}} una famiglia di aperti di X e sia {\displaystyle U=\cup _{i\in I}U_{i}}.
Siano {\displaystyle f,g\in F(U)} due funzioni continue definite su U a valori reali tali che per ogni {\displaystyle i\in I} {\displaystyle f_{|U_{i}}=g_{|U_{i}}}. Allora, per ogni punto {\displaystyle x\in U} si ha che {\displaystyle f(x)=g(x)}, cioè {\displaystyle f=g}. L'assioma di incollamento S1 è quindi verificato.
Se ora, per ogni i, {\displaystyle f_{i}\in F(U_{i})} sono funzioni continue su {\displaystyle U_{i}} a valori reali tali che per ogni {\displaystyle i,j\in I} si ha {\displaystyle f_{i|U_{i}\cap U_{j}}=f_{j|U_{i}\cap U_{j}}}, allora esiste una funzione {\displaystyle f\in F(U)} continua su U e a valori reali tale che {\displaystyle f_{|U_{i}}=f_{i}} per ogni i: basta definire la funzione punto per punto. Più precisamente, per ogni {\displaystyle x\in U} esiste {\displaystyle i\in I} tale che {\displaystyle x\in U_{i}}, e si definisce quindi {\displaystyle f(x)=f_{i}(x)}. Si verifica facilmente che tale f è ben definita, continua su U, a valori reali.
Poiché l'insieme delle funzioni continue definite su un aperto U di X a valori reali è uno spazio vettoriale reale, il fascio appena costruito può essere visto non solo come fascio di insiemi, ma come fascio di spazi vettoriali reali.
L'esempio può essere generalizzato in vari modi:
- Ogni mappa continua tra spazi topologici determina un fascio di insiemi. Sia f : Y → X una mappa continua. Definiamo allora il fascio {\displaystyle \Gamma (Y/X)} ponendo {\displaystyle \Gamma (Y/X)(U)} come l'insieme delle funzioni s : U → Y tali che fs = idU. La mappa di restrizione è la restrizione delle funzioni. Il fascio ottenuto è chiamato fascio delle sezioni di f, ed è importante nel caso in cui la mappa f sia la proiezione di un fibrato vettoriale sul suo spazio topologico di base. Un esempio concreto è dato da {\displaystyle X={\mathbb {C} }\backslash 0}, {\displaystyle Y={\mathbb {C} }}, e {\displaystyle f(z)=\exp(z)}. {\displaystyle \Gamma (Y/X)(U)} è l'insieme delle ramificazioni del logaritmo su {\displaystyle U}.

- Sia M una Ck-varietà differenziabile. Per ogni aperto U di M sia {\displaystyle {\mathcal {O}}_{M}(U)} l'insieme delle funzioni reali definite su U di classe Ck. La mappa di restrizione è la restrizione di funzioni. Il prefascio {\displaystyle {\mathcal {O}}_{M}} è un fascio di anelli, chiamato fascio strutturale di M.
- Per ogni {\displaystyle j\leq k}, M ammette anche un fascio {\displaystyle {\mathcal {O}}_{M,j}}, detto fascio delle funzioni di classe Cj su M. {\displaystyle {\mathcal {O}}_{M,j}} è un sottofascio di {\displaystyle {\mathcal {O}}_{M}}: su ogni aperto U, {\displaystyle {\mathcal {O}}_{M,j}(U)\subseteq {\mathcal {O}}_{M}(U)}, ed è il sottoinsieme delle funzioni di classe Cj su U.
- Su M è possibile definire anche il fascio {\displaystyle {\mathcal {O}}_{X}^{\times }} delle funzioni mai nulle. Ad ogni aperto U, {\displaystyle {\mathcal {O}}_{X}^{\times }(U)} è l'insieme delle funzioni reali su U diverse da 0. Si tratta di un fascio di gruppi, rispetto al prodotto dato dalla moltiplicazione punto per punto.
- Un altro fascio molto importante su M è il fascio cotangente ΩM. Su ogni aperto U, ΩM(U) è l'insieme delle 1-forme differenziali su U. La restrizione è la restrizione canonica di forme differenziali. In modo analogo si definisce il fascio Ωp, delle p-forme differenziali.
- Se M è una varietà liscia, allora per ogni aperto U si può definire l'insieme {\displaystyle {\mathcal {DB}}(U)} delle distribuzioni a valori reali su U. {\displaystyle {\mathcal {DB}}} è un fascio, chiamato fascio delle distribuzioni a valori reali.
- Se X è una varietà complessa, per ogni aperto U di X, si definisce {\displaystyle {\mathcal {D}}_{X}(U)} come l'insieme degli operatori differenziali olomorfi su U. Si ottiene allora un fascio, chiamato fascio degli operatori differenziali olomorfi.

### Altri esempi
Altri importanti esempi di prefasci e fasci sono i seguenti:
- Per ogni insieme S ed ogni spazio topologico X, si ha il prefascio costante F, che ad ogni aperto U di X associa F(U) = S. La mappa di restrizione è l'identità. F è un prefascio ma non è un fascio: siano U e V due aperti disgiunti, s e t sono due elementi distinti di S. s determina una sezione di F(U), t una sezione di F(V). Poiché U e V sono disgiunti, le ipotesi dell'assioma di incollamento sono verificate. Se F fosse un fascio, dovrebbe esistere un elemento di F(U ∪ V) che si restringe ad s su U ed a t su V, il che è impossibile: dovrebbe esistere un elemento di S uguale sia as s che a t. F è, comunque, un prefascio separato.
- Partendo dal prefascio costante, è possibile costruire un fascio, chiamato fascio costante. Basta definire {\displaystyle {\underline {S}}(U)} come l'insieme delle funzioni da U ad S costanti sulle componenti connesse di U. Si verifica facilmente che {\displaystyle {\underline {S}}} è un fascio.
- Sia x un punto fissato di X, e sia S un oggetto di una categoria C. Il fascio grattacielo su x con spiga S è il fascio Sx definito nel modo seguente: se U è un aperto contenente x, allora Sx(U) = S. Se U non contiene x, allora Sx(U) è l'oggetto terminale di C. Le mappe di restrizione sono l'identità tra aperti contenenti x, la mappa banale altrimenti.

Infine, altri due esempi di prefasci che non sono fasci:
- Sia X uno spazio topologico costituito da due punti {x, y}, munito della topologia discreta. Possiamo definire un prefascio F nel modo seguente: F(∅) = ∅, F({x}) = R, F({y}) = R, F({x, y}) = R × R × R. La mappa di restrizione F({x, y}) → F({x}) è la proiezione di R × R × R sulla prima coordinata, mentre la mappa di restrizione F({x, y}) → F({y}) è la proiezione di R × R × R sulla seconda coordinata. F è un prefascio non separato, poiché una sezione globale è determinata da tre coordinate, ma le due sezioni su {x} e {y} precisano solo le prime due. Quindi, anche se possiamo incollare due sezioni, non è possibile farlo in modo univoco.

- Sia X il piano complesso, e per ogni U aperto in X sia F(U) l'insieme delle funzioni olomorfe limitate su U. Questo non è un fascio, perché non sempre è possibile incollare: se Ui è l'insieme degli z tali che |z| < i, la funzione f(z) = z è limitata su ogni Ui, e quindi abbiamo una sezione si su Ui. Ma queste sezioni non si incollano perché l'unica funzione che otteniamo è la funzione f(z)=z, che non è limitata sul piano complesso. F è un prefascio separato, in quanto sotto-prefascio del fascio delle funzioni olomorfe, ma non è un fascio.

## Morfismi di fasci
Siano {\displaystyle {\mathcal {F}}} e {\displaystyle {\mathcal {G}}} due prefasci su uno spazio topologico X, entrambi a valori in una categoria C. Un morfismo di prefasci φ : {\displaystyle {\mathcal {G}}} → {\displaystyle {\mathcal {F}}} è una collezione di morfismi per ogni aperto U, φ(U) : {\displaystyle {\mathcal {G}}(U)} → {\displaystyle {\mathcal {F}}(U)} nella categoria C, con la condizione che per ogni aperto U di un aperto V di X, si abbia un diagramma commutativo:
La condizione di commutatività del diagramma dice che se s è una sezione di {\displaystyle {\mathcal {G}}(V)}, allora inviare s nella sua immagine φ(U)(s) in {\displaystyle {\mathcal {F}}(V)}, ed in seguito restringerla ad U dà lo stesso risultato di prima restringere s ad U, e poi inviare la restrizione nella sua immagine in {\displaystyle {\mathcal {F}}(U)}.
Nel caso in cui {\displaystyle {\mathcal {F}}} e {\displaystyle {\mathcal {G}}} siano due fasci, un morfismo di fasci φ : {\displaystyle {\mathcal {G}}} → {\displaystyle {\mathcal {F}}} è semplicemente un morfismo di prefasci.
Abbiamo quindi la possibilità di definire la nozione di categoria dei prefasci su X a valori nella categoria C', indicata con PSh(X,'C), i cui oggetti sono i prefasci su X a valori in C, ed i cui morfismi sono i morfismi di prefasci appena definiti. Una sottocategoria di PSh(X,C) è la categoria Sh(X,C) i cui oggetti sono i prefasci che sono anche fasci. Poiché i morfismi tra due fasci sono esattamente i morfismi tra i due pensati solo come prefasci, Sh(X,C) è una sottocategoria piena di PSh(X,C). In particolare, se C è una categoria abeliana, anche PSh(X,C) e Sh(X,C) lo sono.
Un isomorfismo di (pre)fasci è un isomorfismo in questa categoria. Si dimostra facilmente che un morfismo φ di (pre)fasci è un isomorfismo se e solo se φ(U) è un isomorfismo in C per ogni aperto U. La stessa cosa vale per un monomorfismo, mentre non è vera in generale per un epimorfismo.
Usando la definizione di prefascio come funtore controvariante tra la categoria Op(X) e la categoria C, possiamo definire un morfismo di prefasci come una trasformazione naturale tra funtori.

## Fascio associato a un prefascio
Come si è visto negli esempi elencati precedentemente, non sempre un prefascio verifica gli assiomi di fascio, in particolar modo quelli di incollamento. Poiché le proprietà di fascio sono quelle che permettono di tener conto del passaggio da dati locali a dati globali, rendendo i fasci strumenti più potenti per la geometria, è spesso utile sostituire un prefascio con un vero e proprio fascio.
Esiste un procedimento standard per associare ad ogni prefascio F un fascio aF, chiamato fascificato di F, o fascio associato ad F. Più precisamente, si può definire un funtore a : PSh(X,C) → Sh(X,C), chiamato funtore di fascificazione. Inoltre, il fascio associato ad F è munito di un morfismo aF : F → aF. La coppia (aF,aF) verifica la seguente proprietà universale: per ogni fascio G e per ogni morfismo di prefasci f : F → G, esiste un unico morfismo af : aF → G tale che af o aF = f.
Conseguenza della proprietà universale è che una volta dimostrata l'esistenza di un fascio che la verifica, questo è automaticamente unico (a meno di isomorfismo).
Un metodo per costruire il fascio associato ad un prefascio F è il seguente: per prima cosa, definiamo un prefascio F# nel modo seguente: per ogni aperto U, si pone F#(U) = F(U)/~, dove a ~ b se e solo se esiste un ricoprimento di U dato da aperti {\displaystyle U_{i}} tale che per ogni i
{\displaystyle res_{U_{i},U}(a)=res_{U_{i},U}(b).}
Si verifica facilmente che F# è un prefascio separato. Ora, definiamo aF(U) = F#(U)/~, dove la relazione di equivalenza è definita nel modo seguente: siano s e t in F#(U), che possiamo identificare con due famiglie {\displaystyle \{s_{i}\}_{i\in I}}, {\displaystyle s_{i}\in F(V_{i})}, e {\displaystyle \{t_{j}\}_{j\in J}}, {\displaystyle t_{j}\in F(W_{i})}, dove {\displaystyle V=\{V_{i}\}_{i\in I}} e {\displaystyle W=\{W_{j}\}_{j\in J}} sono due ricoprimenti aperti di U. Allora diciamo che s ~ t se esiste un ricoprimento {\displaystyle Z=\{Z_{k}\}_{k\in K}} di U che sia sottoricoprimento di V e W (cioè, per ogni k in K esistono i in I e j in J tale che {\displaystyle Z_{k}\subseteq V_{i}\cap W_{j}}), tale che
{\displaystyle {\rm {{res}_{Z_{k},V_{i}}(s_{i})={\rm {{res}_{Z_{k},W_{j}}(t_{j}).}}}}}
Si verifica facilmente che aF è un fascio, ed il morfismo aF è il morfismo quoziente.
Un metodo alternativo per definire il fascio associato ad un prefascio F è costruire lo spazio étale associato ad F.

## Immagine diretta ed inversa
Sia f : X → Y una funzione continua tra due spazi topologici, e sia {\displaystyle {\mathcal {F}}} un fascio su X. Utilizzando il morfismo f è possibile costruire un fascio su Y partendo da {\displaystyle {\mathcal {F}}}. Chiamiamo immagine diretta o pushforward di {\displaystyle {\mathcal {F}}} il fascio {\displaystyle f_{*}{\mathcal {F}}} su Y che ad ogni aperto U di Y associa l'oggetto {\displaystyle f_{*}{\mathcal {F}}(U)={\mathcal {F}}(f^{-1}(U))}. Se V è un aperto contenuto in U, la mappa di restrizione resV,U è la mappa resf-1(V),f-1(U). Si verifica facilmente che se {\displaystyle {\mathcal {F}}} è un fascio, allora {\displaystyle f_{*}{\mathcal {F}}} è un fascio.
Sia ora {\displaystyle {\mathcal {G}}} un fascio su Y. Utilizzando f, è possibile costruire un fascio su X partendo da {\displaystyle {\mathcal {G}}}. Chiamiamo immagine inversa o pullback di {\displaystyle {\mathcal {G}}} il fascio {\displaystyle f^{-1}{\mathcal {G}}} nel modo seguente: definiamo il prefascio {\displaystyle f^{a}{\mathcal {G}}} ponendo per ogni U aperto di X
{\displaystyle f^{a}{\mathcal {G}}(U)=\varinjlim _{f(U)\subseteq V}{\mathcal {G}}(V),}
dove V varia nell'insieme degli aperti di Y contenenti f(U). Definiamo allora {\displaystyle f^{-1}{\mathcal {G}}} come il fascio associato a {\displaystyle f^{a}{\mathcal {G}}}. Le mappe di restrizione si costruiscono usando la proprietà universale del limite diretto.
È inoltre possibile definire l'immagine diretta e l'immagine inversa di un morfismo tra due fasci, rendendo {\displaystyle f^{-1}} e {\displaystyle f_{*}} due funtori.

## Spiga di un fascio
I fasci sono uno strumento molto potente nello studio degli aspetti locali e globali degli spazi topologici. Un metodo per estrapolare informazioni locali consiste nell'esaminare come varia il fascio in intorni sempre più piccoli di un punto x. Quello che si ottiene passando al limite diretto è la spiga del fascio in x.
Sia F un prefascio su uno spazio topologico X a valori in una categoria C con limiti diretti. Sia x un punto di X. Chiamiamo spiga di F in x l'oggetto
{\displaystyle {\mathcal {F}}_{x}=\varinjlim _{x\in U}{\mathcal {F}}(U),}
dove U varia nell'insieme degli aperti di X contenenti il punto x.
Dato che Fx è definito come limite diretto di F(U), esiste un morfismo naturale F(U) → Fx per ogni aperto U contenente x. Questo morfismo invia una sezione s in F(U) al suo germe. La nozione di germe generalizza la nozione di germe di una funzione in un punto.
Esiste un altro modo per definire la spiga di un prefascio F in un punto x di X. Sia i la mappa di inclusione dello spazio topologico {\displaystyle \{x\}} (con la topologia ovvia) in X. Essendo questa una mappa continua, ha senso definire l'immagine inversa {\displaystyle i^{-1}F}. Poiché la topologia di {\displaystyle \{x\}} è costituita solo dal vuoto e dall'insieme stesso, si verifica facilmente che
{\displaystyle i^{-1}F(\{x\})=\varinjlim _{x\in U}F(U)=F_{x}.}
Poiché la definizione della spiga di un prefascio non richiede nessuna delle proprietà di fascio, la definizione di spiga di un fascio sarà identica. Inoltre, si verifica facilmente che la spiga di un prefascio F e quella del suo fascio associato aF in un punto x sono uguali.

## Coomologia di fasci
Si è notato in precedenza che il funtore {\displaystyle \Gamma (U,-)} preserva isomorfismi e monomorfismi, ma non epimorfismi. Se F è un fascio di gruppi abeliani o, più in generale, un fascio a valori in una categoria abeliana, allora {\displaystyle \Gamma (U,-)} è un funtore esatto a sinistra. È quindi possibile definirne il suo funtore derivato destro {\displaystyle R\Gamma (U,-)}: ad ogni fascio F si associa un complesso {\displaystyle R\Gamma (U,F)} il cui elemento in posizione i è detto i-esimo gruppo di coomologia di F, indicato con {\displaystyle H^{i}(U,F)}.
Per calcolare i gruppi di coomologia di un fascio di gruppi abeliani si utilizza la coomologia di Čech, in quanto la definizione astratta rende pressoché impossibile effettuare calcoli concreti.

## Siti e topoi
Le congetture di Weil affermavano l'esistenza di una teoria della coomologia per varietà algebriche su campi finiti che avrebbe fornito un analogo algebrico dell'ipotesi di Riemann. L'unica topologia naturale su una varietà algebrica è, però, solo la topologia di Zariski: la coomologia di un fascio con tale topologia risulta, però, comportarsi male, in quanto gli aperti sono troppo pochi e troppo grandi. Alexandre Grothendieck riuscì a risolvere il problema introducendo una nuova teoria della topologia, con il concetto di topologia di Grothendieck, generalizzando la nozione di categoria degli aperti di uno spazio topologico. I prefasci sono allora funtori tra questa categoria ed una categoria di arrivo, mentre i fasci sono prefasci che soddisfano assiomi di incollamento modellati su quelli classici. Tutto ciò permise a Grothendieck di definire la coomologia étale e la coomologia l-adica, che furono utilizzate in seguito per dimostrare le congetture di Weil.
Una categoria munita di una topologia di Grothendieck è detta sito. Una categoria di fasci su un sito è detta topos. La nozione di topos fu in seguito generalizzata da William Lawvere e da Miles Tierney per definire il concetto di topos elementare.

## Storia
Le origini della teoria dei fasci sono difficili da stabilire, potrebbero risalire agli studi sul prolungamento analitico. Ci vollero circa quindici anni per ottenere una teoria dei fasci riconoscibile, emergente dai primi lavori di fondamento della coomologia.
- 1936 Eduard Čech introduce la costruzione di un nerbo, associando un complesso simpliciale ad un ricoprimento aperto.
- 1938 Hassler Whitney dà la prima definizione moderna di coomologia, sommando il lavoro svolto da quando J. W. Alexander e Kolmogorov definirono il concetto di cocatena.
- 1943 Norman Steenrod pubblica il suo lavoro sull'omologia a coefficienti locali.
- 1945 Jean Leray pubblica il suo lavoro riguardante la dimostrazione di teoremi di punto fisso per applicazioni alle equazioni differenziali alle derivate parziali; è il punto di partenza della teoria dei fasci e delle sequenze spettrali.
- 1947 Henri Cartan ridimostra il teorema di de Rham mediante l'uso della teoria dei fasci, in corrispondenza con André Weil. Leray, nelle sue lezioni, da una definizione di fascio mediante insiemi chiusi.
- 1948 Il Seminario Cartan scrive per la prima volta un lavoro sulla teoria dei fasci.
- 1950 Viene pubblicata la seconda edizione della teoria dei fasci del Seminario Cartan: si dà la definizione di spazio étale associato ad un fascio. Si introducono inoltre le nozioni di supporto e di coomologia con supporto. Le mappe continue portano alla nascita delle sequenze spettrali. Nello stesso anno, Kiyoshi Oka introduce l'idea di fascio di ideali.
- 1951 Il Seminario Cartan dimostra i Theoremi A e B basandosi sul lavoro di Oka.
- 1953 Il teorema di finitezza per i fasci coerenti nella teoria analitica è dimostrato da Cartan e Jean-Pierre Serre, così come il teorema di dualità di Serre.
- 1954 L'articolo di Serre Faisceaux algébriques cohérents (pubblicato nel 1955) introduce i fasci in geometria algebrica. L'idea è immediatamente sfruttata da Hirzebruch, che nel 1956 scrive un libro sui metodi topologici.
- 1955 Alexander Grothendieck, durante alcune lezioni in Kansas, definisce la nozione di categoria abeliana e di prefascio; inoltre, utilizzando le risoluzioni iniettive, introduce l'uso della coomologia di fasci su ogni spazio topologico come funtore derivato.
- 1956 Viene pubblicato il lavoro di Oscar Zariski Algebraic sheaf theory, Scientific report on the Second summer Institute : Several complex variables [1954, Boulder (Col.)], Part III., Bull. Amer. math. Soc., t. 62, 1956, p. 117-141.
- 1957 Grothendieck pubblica il suo articolo Tohoku, riscrivendo l'algebra omologica, dimostrando la dualità di Grothendieck.
- 1958 Viene pubblicato il libro di Godement sulla teoria dei fasci.
- 1957 ed anni successivi: Grothendieck estende la teoria dei fasci seguendo i bisogni della geometria algebrica, introducendo la nozione di schema e di fasci su uno schema, la coomologia locale, le categorie derivate (insieme a Verdier) e la topologia di Grothendieck.

Da questo periodo in poi, i fasci diventano una parte fondamentale della matematica, il cui utilizzo non è più ristretto alla topologia algebrica. In seguito si scoprì che la logica nelle categorie di fasci è logica intuizionistica (osservazione che spesso si indica come semantica di Kripke-Joyal).